# Winnebago (Illinois)
Winnebago – wieś w Stanach Zjednoczonych, w stanie Illinois, w hrabstwie Winnebago.